# Kirchheim (Turíngia)
Kirchheim és un municipi alemany del Districte de Ilm, Amt de Riechheimer Berg, Bundesland de Turíngia.

## Nuclis
Té tres nuclis de població:
- Kirchheim
- Bechstedt-Wagd
- Werningsleben